# Tsubasa Oshima
Tsubasa Oshima (大島 翼 Oshima Tsubasa?), född 9 december 1983 i Saitama prefektur, är en japansk före detta fotbollsspelare.
Oshima började sin karriär 2007 i Ventforet Kofu. Efter Ventforet Kofu spelade han för Fagiano Okayama, Matsumoto Yamaga FC och Kamatamare Sanuki. Han avslutade karriären 2012.